# St. Martin (Penzing)

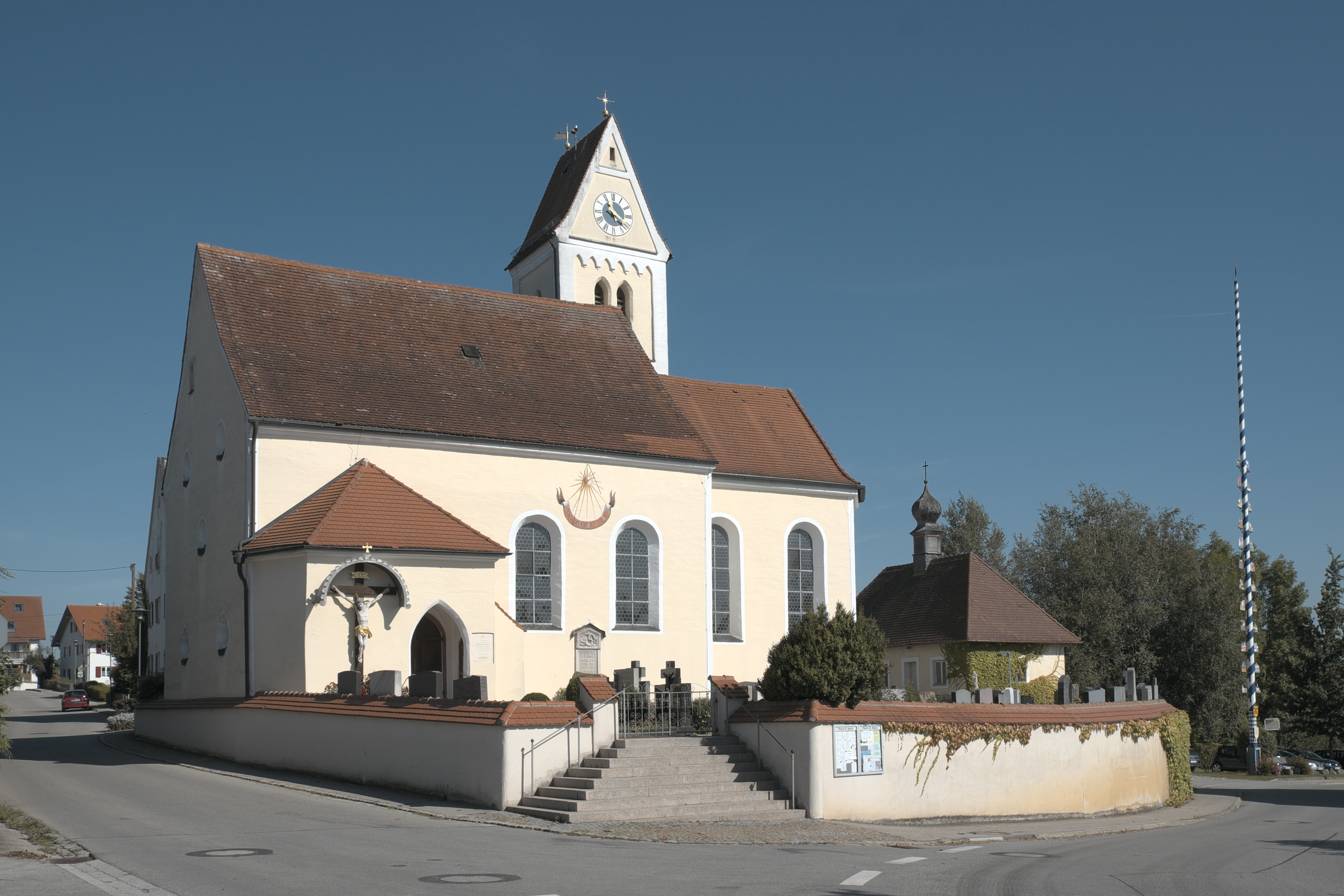
Pfarrkirche St. Martin

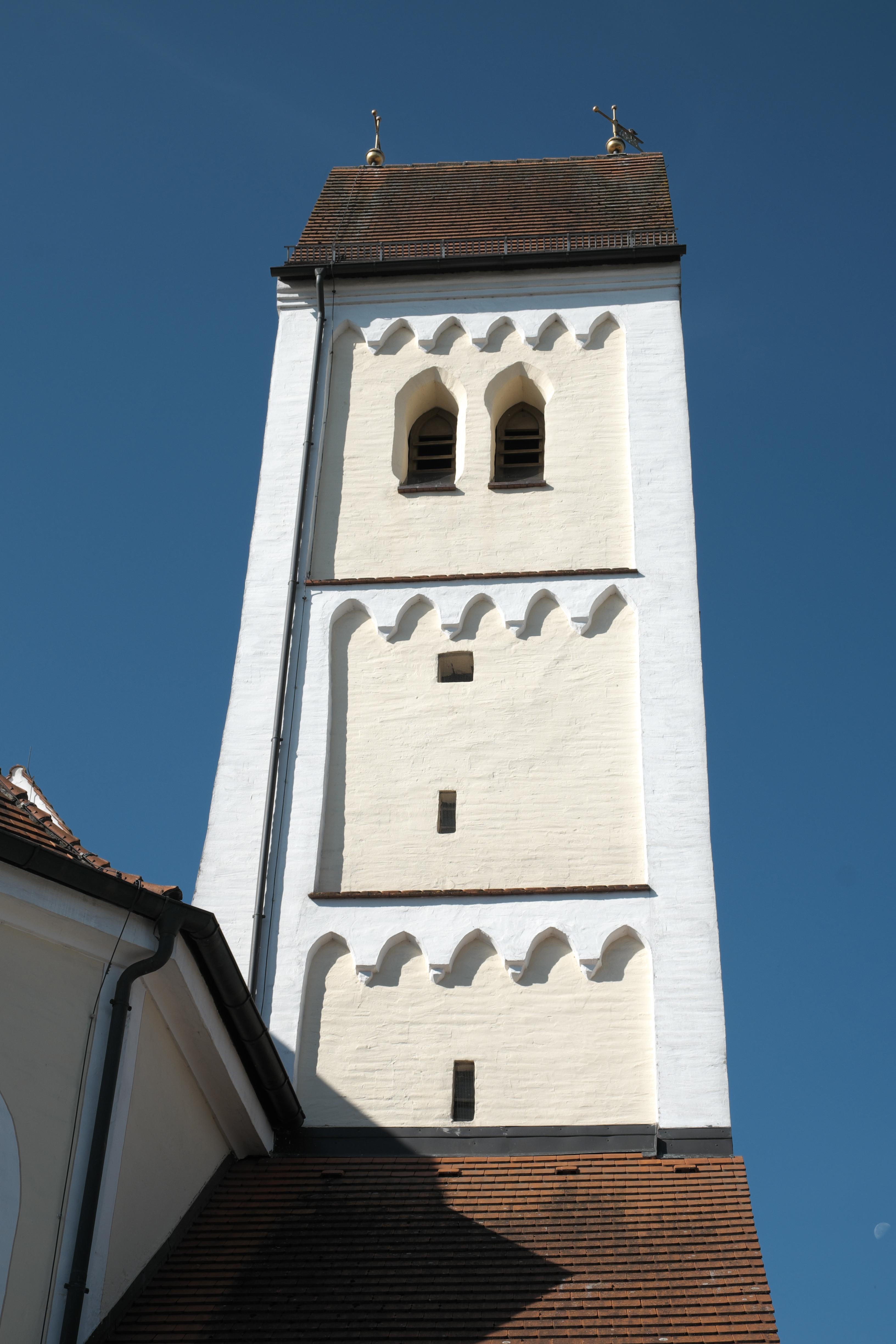
Glockenturm

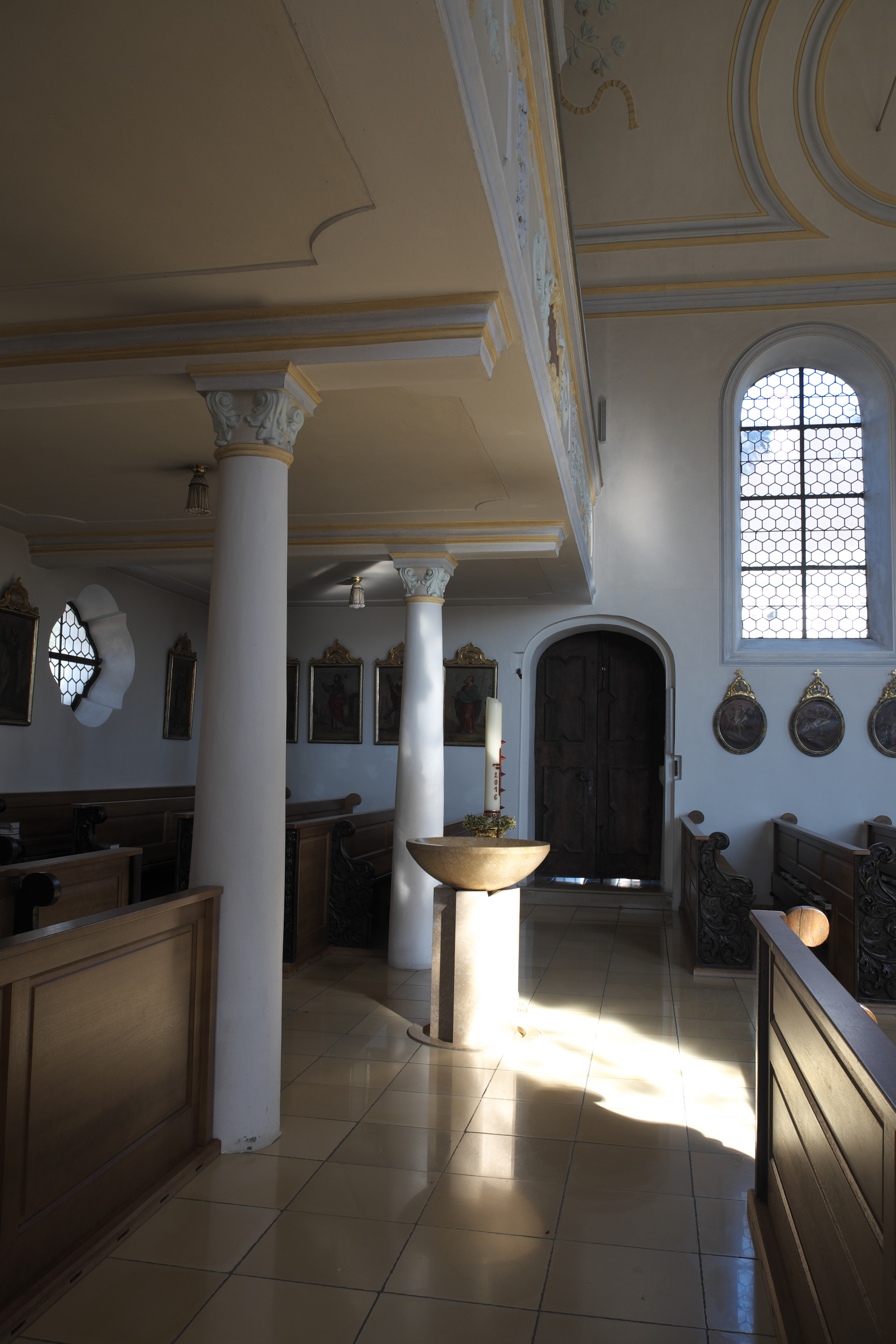
Innenraum

Die katholische Pfarrkirche St. Martin in Penzing, einer Gemeinde im oberbayerischen Landkreis Landsberg am Lech, ist im Kern ein gotischer Bau, der im frühen 18. Jahrhundert barockisiert wurde. Die Kirche gehört zu den geschützten Baudenkmälern in Bayern. Kirchenpatron ist der heilige Martin von Tours.

## Geschichte
Penzing gehört zu den ältesten Pfarreien des Landkreises Landsberg am Lech. Für das Jahr 1055 ist der erste  Pfarrer belegt. Um 1469 ließ Freiherr Philipp Conrad von Pfetten, dessen Familie noch heute das Patronatsrecht innehat, eine neue Kirche errichten. Von diesem Kirchenbau sind der Turm und Teile des Mauerwerks erhalten. Nach der Zerstörung während des Dreißigjährigen Krieges wurde die Kirche wieder aufgebaut. Um 1719 erfolgte im Zuge der Barockisierung der Kirche die Verlängerung des Langhauses nach Westen. In den 1960er Jahren wurden an die nördliche Langhauswand mehrere Anbauten angefügt.

## Architektur

### Außenbau
Langhaus und Chor werden von großen Rundbogenfenstern durchbrochen. Die Ecklisenen sind aufgemalt. An der Nordseite, zwischen Chor und Turm, ist die mit einem Pultdach gedeckte Sakristei angebaut. Die Eingänge an der Nord- und Südseite sind in Vorzeichen integriert. Der fünfgeschossige, von einem Satteldach gedeckte Glockenturm im nördlichen Chorwinkel wird von Blendfeldern mit Spitzbogenfriesen gegliedert. Im Glockengeschoss öffnen sich spitzbogige Klangarkaden.

### Innenraum

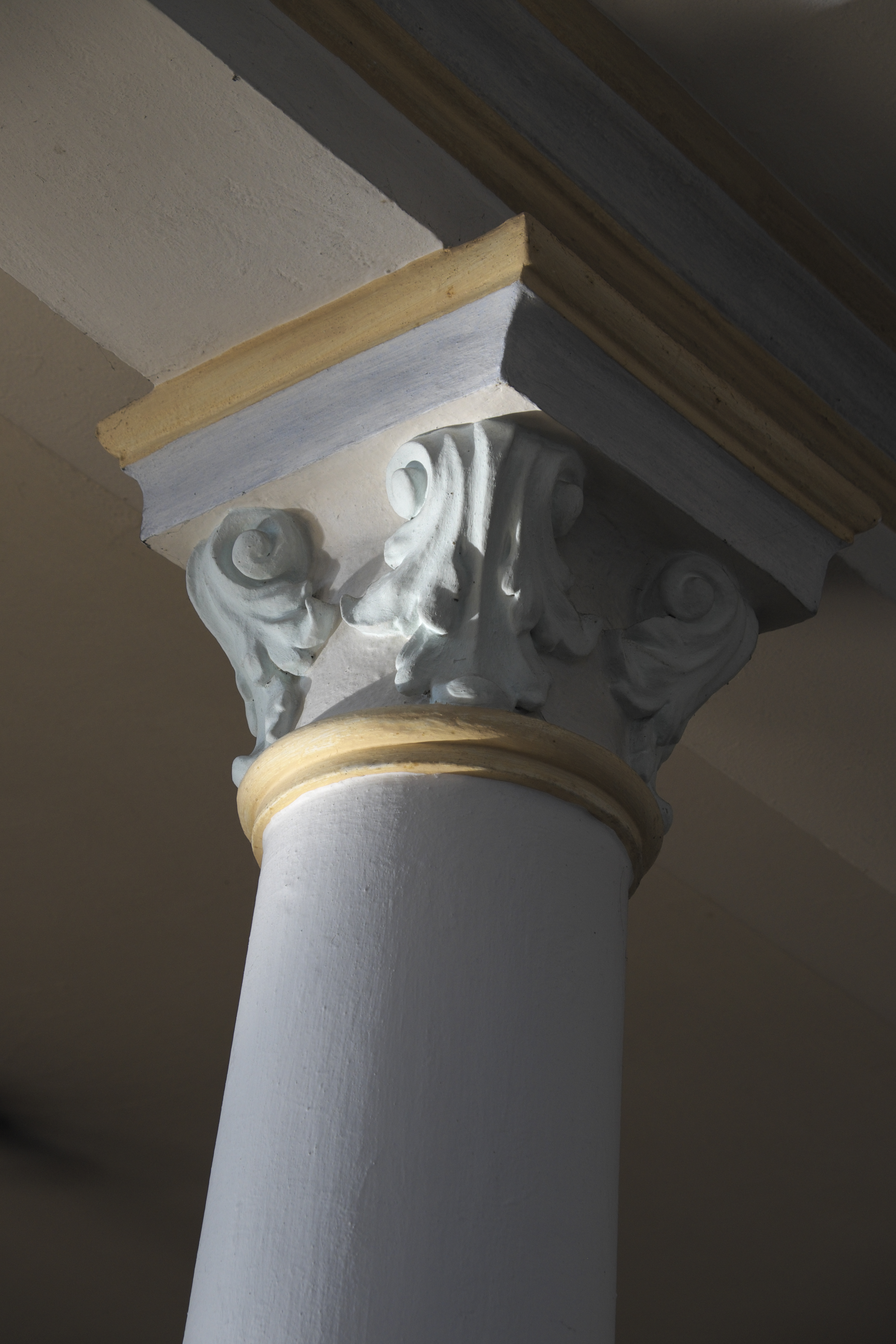
Säule unter der Empore

Das Langhaus, ein ungegliederter Saalbau, wird von einem flachen Tonnengewölbe gedeckt. Der eingezogene Chor mit Dreiachtelschluss wird von einer Stichkappentonne überfangen. Die auf Stützsäulen stehende Doppelempore im Westen wurde 1868 eingebaut.

## Stuck und Deckenmalerei

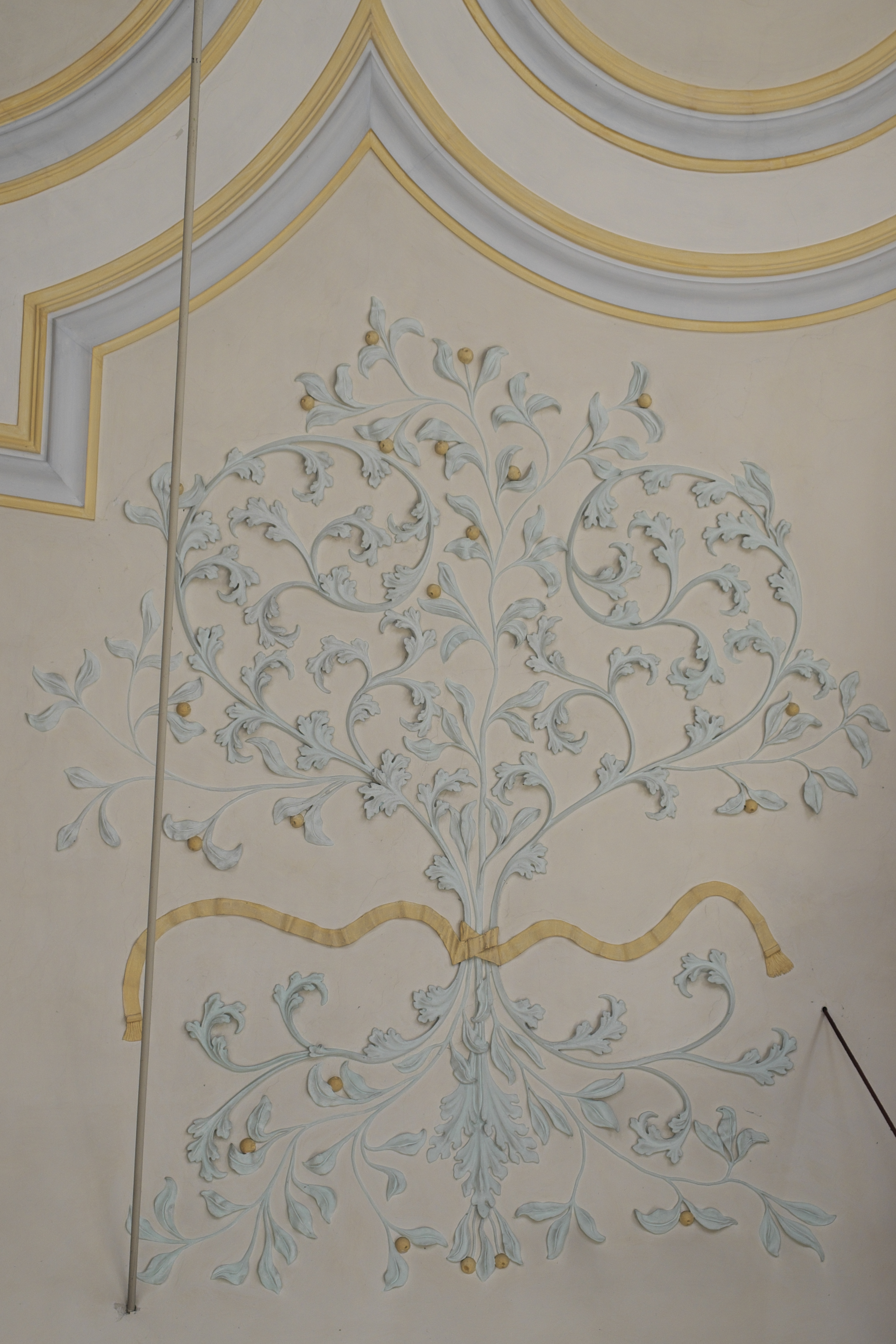
Stuckdekor

Der Wessobrunner Stuckdekor aus dem Jahr 1719 wird Georg Döttl aus Dettenhofen zugeschrieben. Er wurde 1921 und 1930/31 teilweise ergänzt. Das Deckenfresko im Chor stellt den heiligen Josef mit dem Jesuskind dar und erinnert an eine im Jahr 1712 gegründete Josephsbruderschaft. Das Bild wurde um 1770 vermutlich von Johann Caspar Schäffler gemalt.

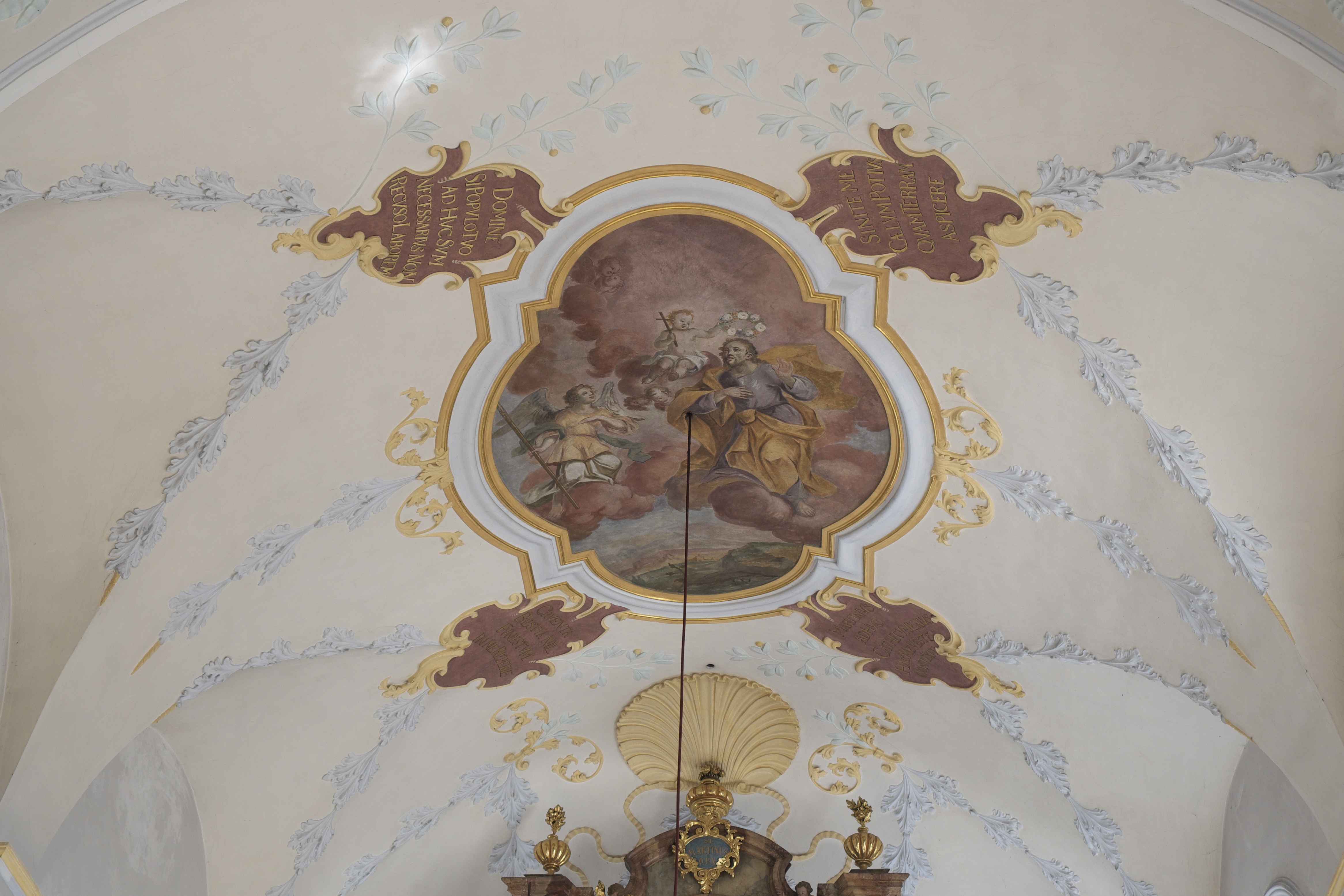
Deckenmalerei im Chor
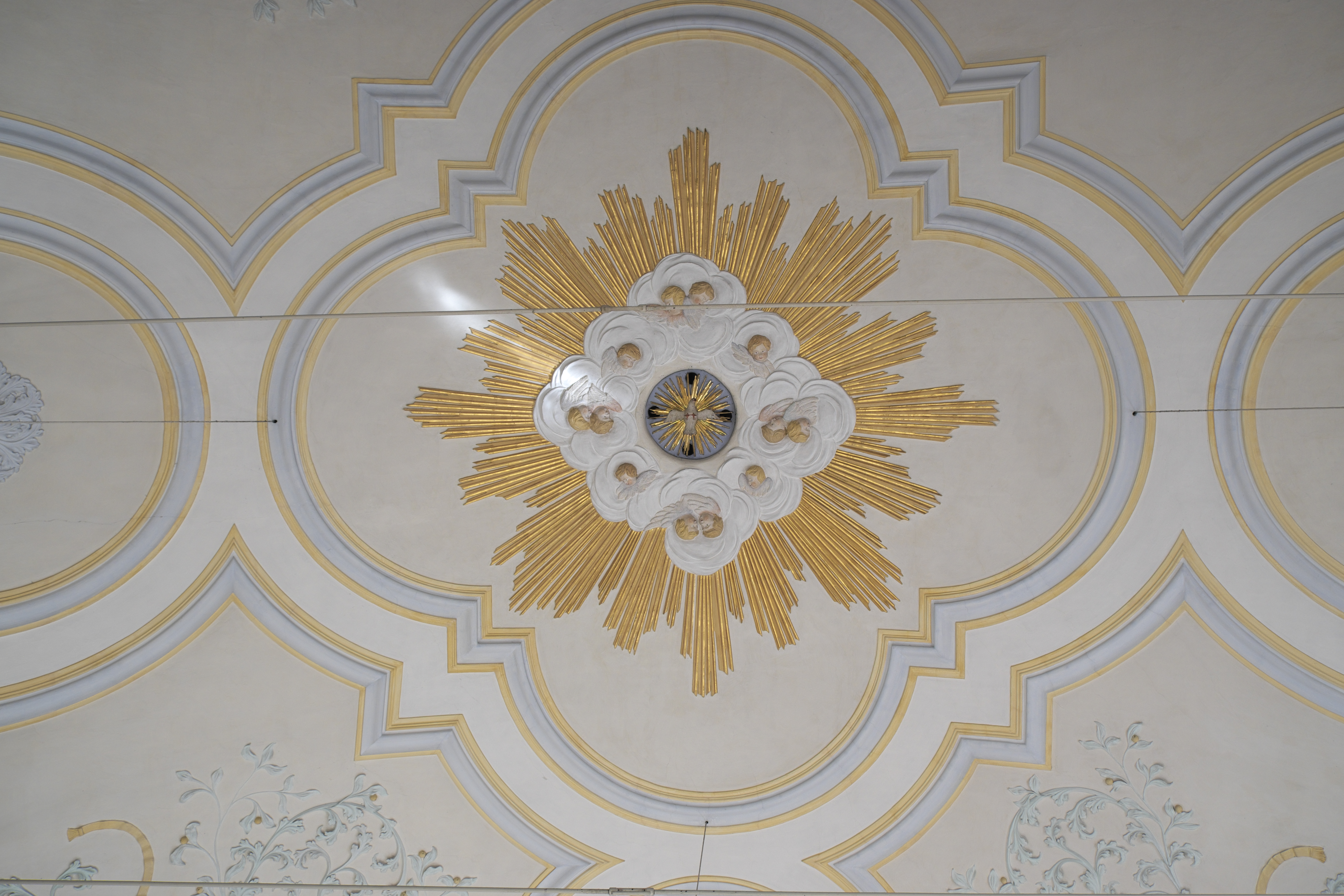
Deckenstuck

## Ausstattung

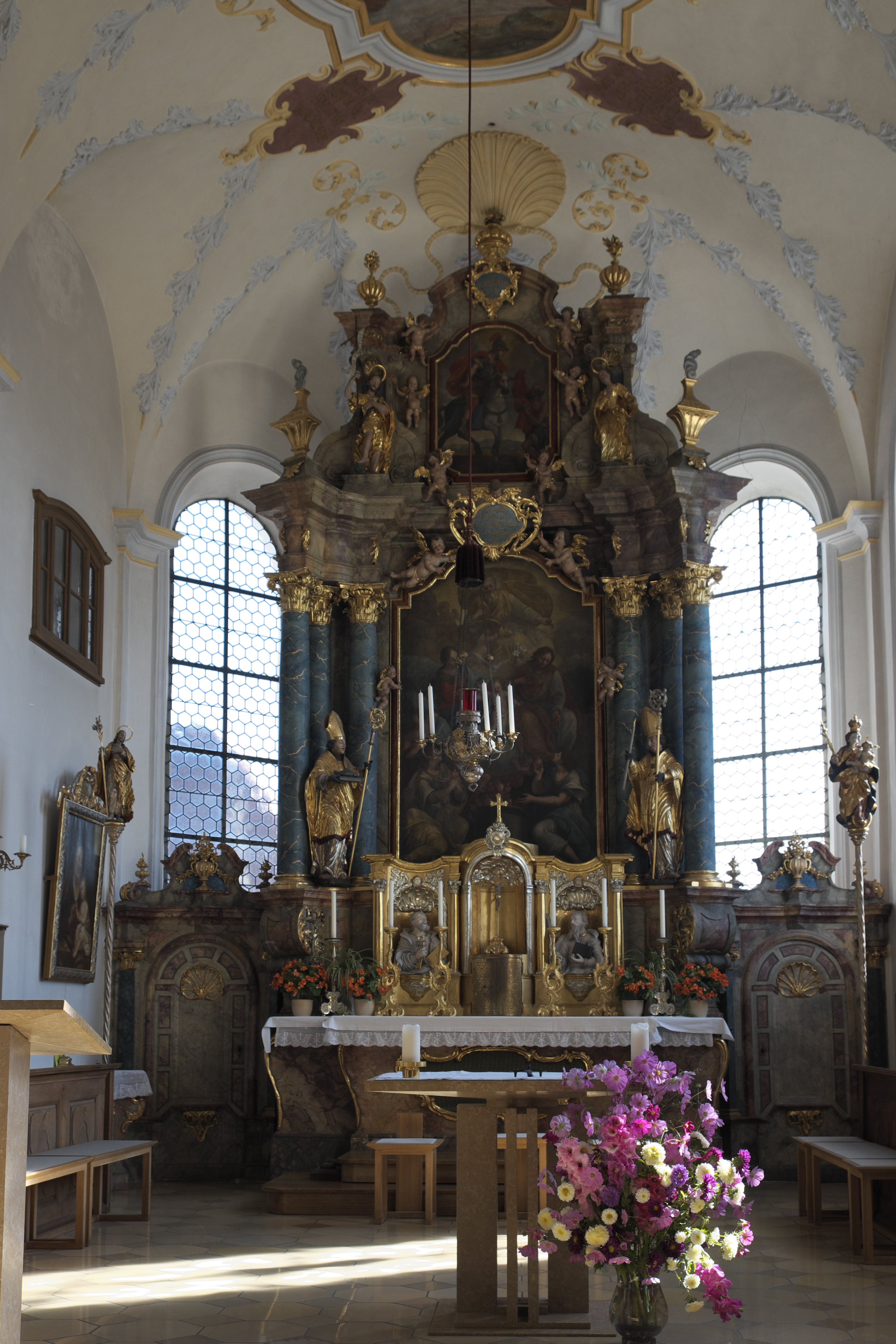
Hochaltar

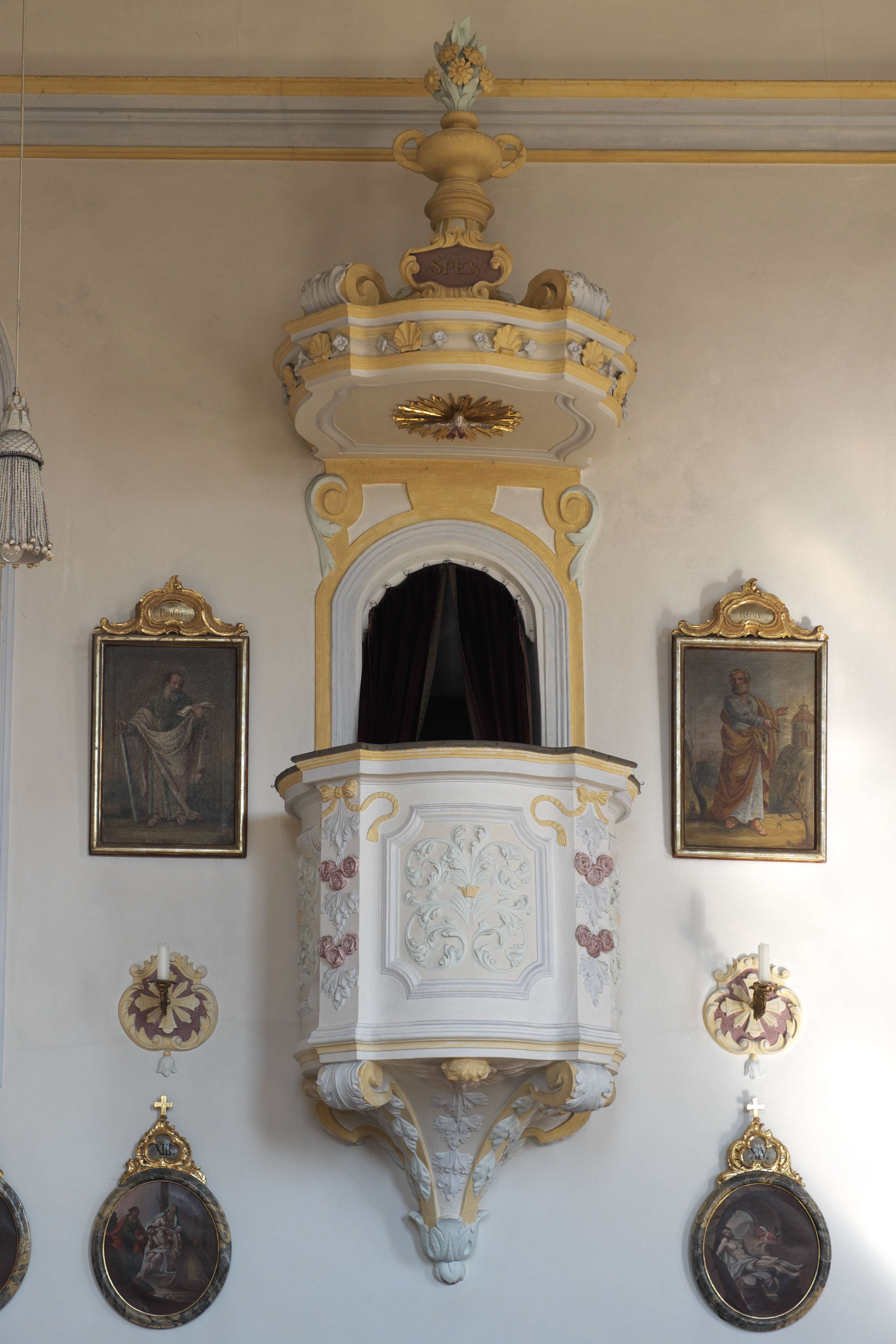
Kanzel

- Der sechssäulige Hochaltar wurde um 1720/30 in der Kirche eingebaut. Das Altarblatt stellt die Heilige Familie dar, das Auszugsbild die Mantelteilung des heiligen Martin. Beide Gemälde wurden von Johann Caspar Schäffler ausgeführt. Die Figuren, der heilige Ulrich und der heilige Blasius, Johannes der Täufer und Maria Magdalena sowie die insgesamt zehn Engelsputten, werden Johann Luidl zugeschrieben.
- Die beiden viersäuligen Seitenaltäre entstanden um das Jahr 1740. Die Figuren wurden wie die des Hochaltars von Johann Luidl geschaffen. Am nördlichen Seitenaltar stehen die Jesuitenheiligen Ignatius von Loyola und Stanislaus Kostka, am südlichen Seitenaltar die heilige Afra und eine weitere, nicht identifizierbare Heilige. Die Altarblätter, 1772 ebenfalls von Johann Caspar Schäffler ausgeführt, stellen links den heiligen Wendelin und rechts den heiligen Florian dar.
- Das in Öl auf Leinwand gemalte Marienbild auf der Mensa des nördlichen Seitenaltars wurde ehemals als Gnadenbild verehrt. Seine Geschichte lässt sich bis ins 17. Jahrhundert zurückverfolgen. Es kam von Wien über Burghausen in die Penzinger Kirche.
- Das spätgotische Holzkruzifix mit einer lebensgroßen Christusfigur an der nördlichen Chorwand, das ursprünglich unter dem Chorbogen hing, stammt vermutlich aus der ersten Hälfte des 16. Jahrhunderts. Die Assistenzfiguren, eine Schmerzensmutter, Maria Magdalena und der Apostel Johannes, sind vermutlich Arbeiten von Johann Luidl aus der Zeit um 1730/40.
- Die lebensgroßen Schnitzfiguren des heiligen Sebastian und des heiligen Rochus an der südlichen Langhauswand wurden 1730/40 von Johann Luidl geschaffen.
- Die weiß gefasste und farbig stuckierte Holzkanzel stammt aus dem ersten Viertel des 18. Jahrhunderts. Die Unterseite des Kanzelkorbs ist mit Puttenköpfen verziert, der Schalldeckel wird von einer Vase bekrönt.
- Die Prozessionsstange mit Madonnenfigur und Jesuskind aus dem späten 17. Jahrhundert wird Lorenz Luidl zugeschrieben, die Prozessionsstange mit der Figur des heiligen Joseph aus der Zeit um 1730/50 gilt als Arbeit seines Sohnes Johann.
- Das in Wandnischen eingebaute Chorgestühl stammt aus dem späten 17. Jahrhundert.
- Bei den 2005 neu aufgestellten Kirchenbänken wurden die aufwändig geschnitzten barocken Wangen wiederverwendet.

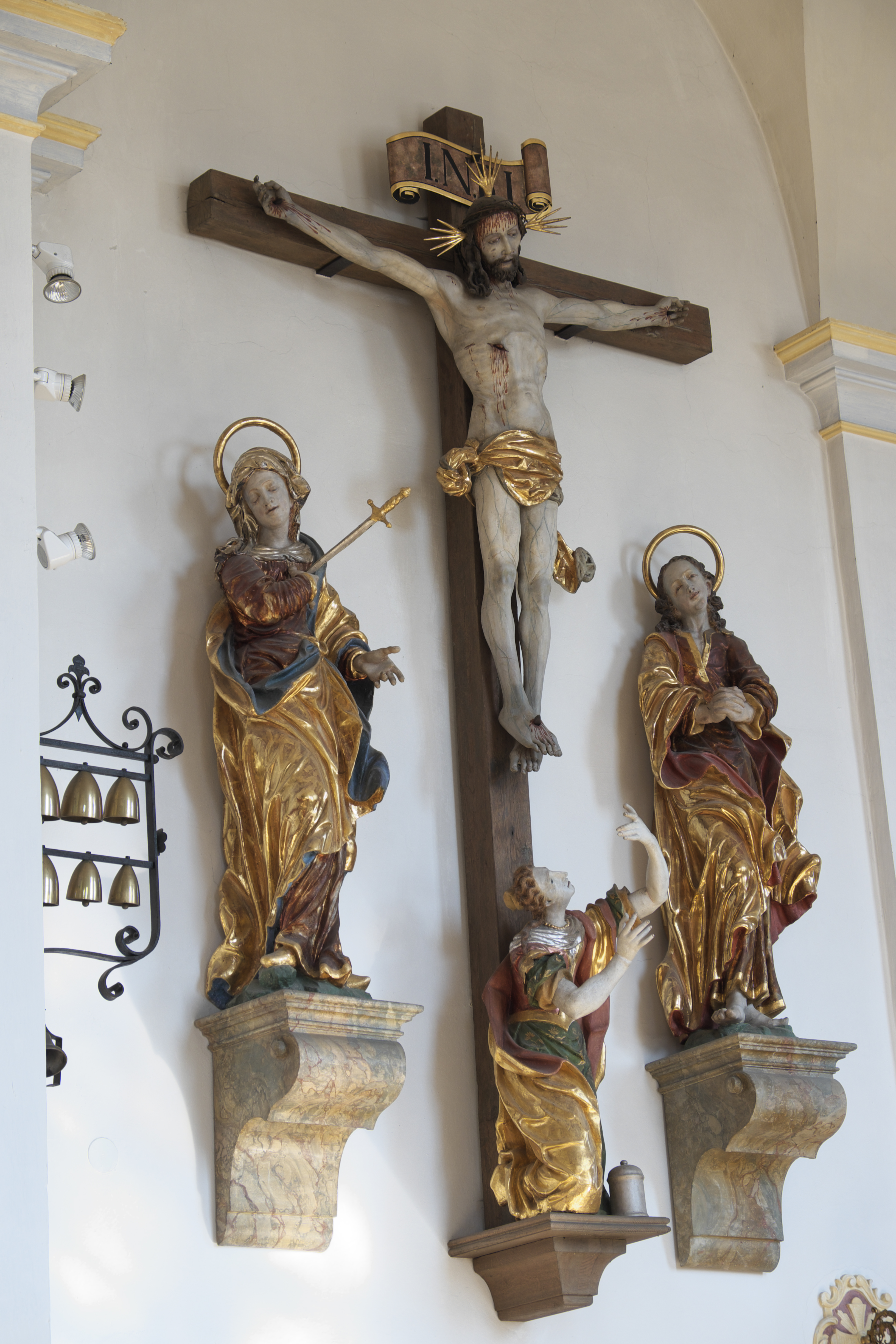
Kreuzigungsgruppe
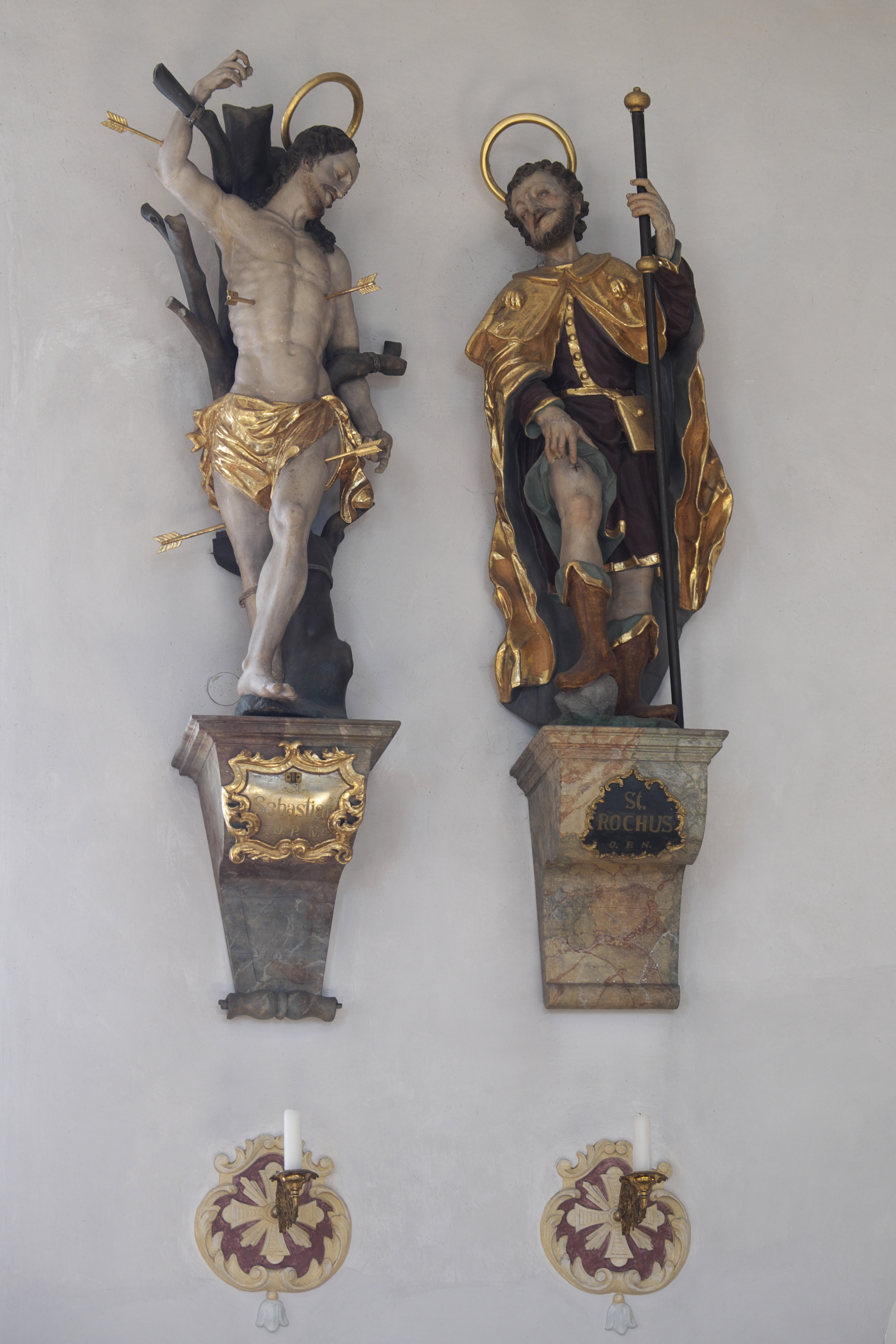
Heiliger Sebastian und heiliger Rochus
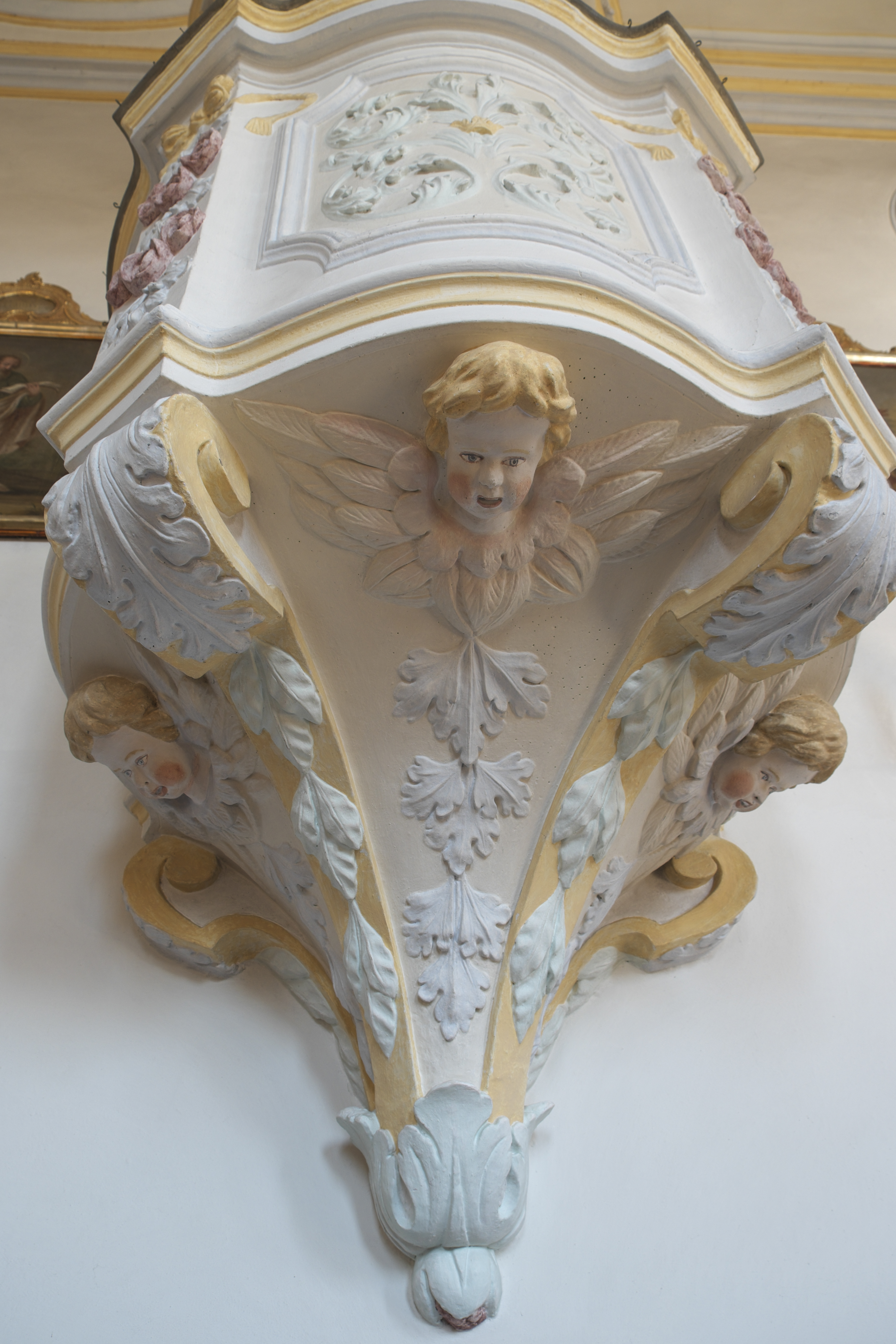
Unterseite des Kanzelkorbs
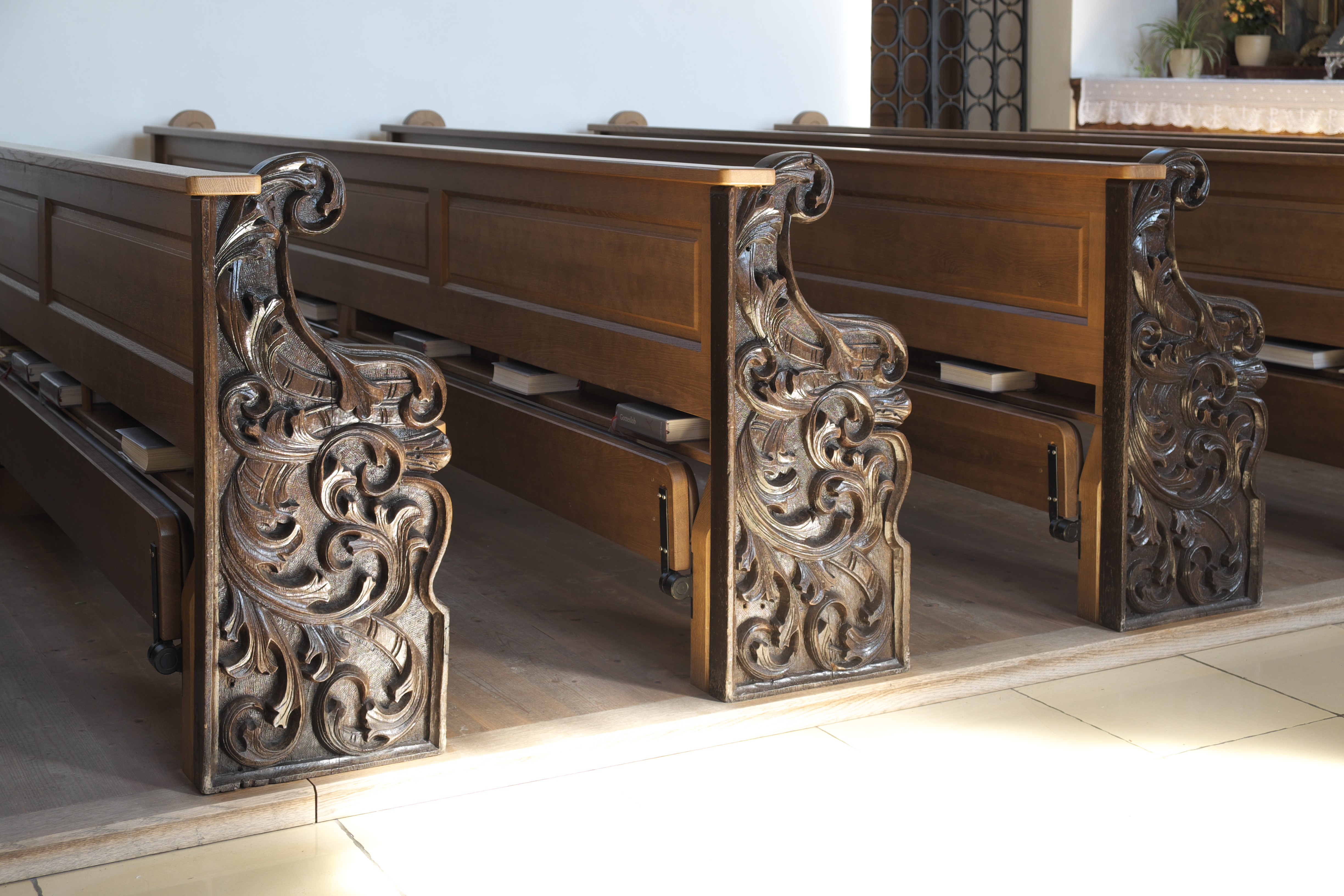
Kirchstuhlwangen

## Epitaphien
Das Kalksteinepitaph an der Nordwand des Chors erinnert an Seboldt Sebastian Höchenkirchner, einen 1535 im Alter von kaum neun Wochen verstorbenen Knaben. In die südliche Chorwand sind zum Gedenken an Benedikt Freiherr von Mändl von Deutenhofen († 1734) und den Pfarrer Michael von Werner († 1805) zwei Epitaphien aus Rotmarmor eingelassen. Die Kalksteinplatte an der südlichen Langhauswand für den Pfarrer Gabriel Aukorn († 1758) ist mit der Reliefdarstellung des Gekreuzigten und einer Inschrift versehen.